# Haingrund
Haingrund ist ein Ortsteil der Gemeinde Lützelbach im südhessischen Odenwaldkreis.

## Geographie
Das offene Dorf mit regellosem Grundriss liegt im Buntsandsteingebiet des Odenwalds bei doppelter Gehängelage, ca. 14,5 km nordwestlich von Erbach, im Tal des Steinbachs. Der Ortsteil Haingrund besteht aus der 808,1 Hektar umfassenden Gemarkung Haingrund. Mehr als drei Viertel der Gemarkung, nämlich 638 Hektar, sind  Wald.
An den Ortsteil Haingrund grenzen, vom Norden beginnend, im Uhrzeigersinn die Orte Seckmauern, das bayrische Klingenberg am Main Lützel-Wiebelsbach, Vielbrunn, Kimbach der Stadt Bad König, Breitenbrunn und Lützel-Wiebelsbach. Durch den Ort führt die Landesstraße 3349, die Breitenbrunn und Seckmauern verbindet.

## Geschichte

### Ortsgeschichte
Die Siedlungsgeschichte ist nur lückenhaft erforscht. In römischer Zeit gab es in der Waldabteilung „Windlücke“ ein kleines Kastell des Odenwaldlimes und mehrere Wachtürme; eine zivile Ansiedlung ist nicht nachgewiesen. 
Ab dem 12./13. Jahrhundert bestehen wohl zwei Siedlungen: zum einen „Walderlebach“ im Bereich des heutigen Unterdorfs oder noch weiter talabwärts gelegen, wahrscheinlich eine Filialsiedlung des benachbarten mainzischen Wörth am Main; zum anderen das breubergische „Hennegrund“ im Bereich des Oberdorfs. Ab 1806 ist „Haingrund“ alleiniger amtlicher Ortsname der beiden inzwischen zusammengewachsenen Siedlungen. 1806 fiel der Ort an das Großherzogtum Hessen.
Nach Auflösung der alten Amtsstruktur 1822 fiel der Ort in den Zuständigkeitsbereich des Landgerichts Höchst, nach der Reichsjustizreform von 1877 ab 1879 in den des Amtsgerichts Höchst im Odenwald.
Bis 1848 wurde Haingrund von der benachbarten Gemeinde Seckmauern mitverwaltet. Ab 22. November 1848 erhielt der Ort eine eigene Bürgermeisterei.
Hessische Gebietsreform (1970–1977)
Zum 1. Februar 1971 erfolgte im Zuge der Gebietsreform in Hessen der freiwillige Zusammenschluss mit Seckmauern zur Gemeinde Steinbachtal, die ihrerseits am 1. August 1972 in der Gemeinde Lützelwiebelsbach aufging, die seit dem 1. Juli 1973 Lützelbach heißt. Für Haingrund wurde wie für jeden Ortsteil der neugeschaffenen Gemeinde ein Ortsbezirk errichtet.

### Verwaltungsgeschichte im Überblick
Die folgende Liste zeigt die Staaten bzw. Herrschaftsgebiete und deren untergeordnete Verwaltungseinheiten, in denen Haingrund lag:
- vor 1806: Heiliges Römisches Reich, 1⁄2 Grafschaft Erbach-Schönberg, Herrschaft Breuberg/ 1⁄2 Fürstentum Löwenstein-Wertheim-Rochefort, Zent Lützelbach
- ab 1806: Großherzogtum Hessen (Souveränitätslande),[Anm. 1] Amt Breuberg (zur Standesherrschaft Löwenstein-Wertheim gehörig)
- ab 1815: Großherzogtum Hessen[Anm. 2] (Souveränitätslande), Amt Breuberg (zur Standesherrschaft Löwenstein-Wertheim gehörig)
- ab 1822: Großherzogtum Hessen, Provinz Starkenburg, Landratsbezirk Erbach[Anm. 3]
- ab 1848: Großherzogtum Hessen, Regierungsbezirk Erbach
- ab 1852: Großherzogtum Hessen, Provinz Starkenburg, Kreis Neustadt
- ab 1874: Großherzogtum Hessen, Provinz Starkenburg, Kreis Erbach
- ab 1871: Deutsches Reich, Großherzogtum Hessen, Provinz Starkenburg, Kreis Erbach
- ab 1938: Deutsches Reich, Volksstaat Hessen, Landkreis Erbach[8][Anm. 4]
- ab 1945: Deutsches Reich, Amerikanische Besatzungszone,[Anm. 5] Groß-Hessen, Regierungsbezirk Darmstadt, Landkreis Erbach
- ab 1946: Deutsches Reich, Amerikanische Besatzungszone, Land Hessen, Regierungsbezirk Darmstadt, Landkreis Erbach
- ab 1949: Bundesrepublik Deutschland, Land Hessen, Regierungsbezirk Darmstadt, Landkreis Erbach
- ab 1971: Bundesrepublik Deutschland, Land Hessen, Regierungsbezirk Darmstadt, Landkreis Erbach, Gemeinde Steinbachtal[Anm. 6]
- ab 1972: Bundesrepublik Deutschland, Land Hessen, Regierungsbezirk Darmstadt, Odenwaldkreis, Gemeinde Lützelwiebelsbach[Anm. 7]
- Ab 1973: Bundesrepublik Deutschland, Land Hessen, Regierungsbezirk Darmstadt, Odenwaldkreis, Gemeinde Lützelbach[Anm. 8]

### Bevölkerung

#### Einwohnerentwicklung
- 1730: 5 wehrfähige Männer und 4 Beisassen (Haingrund), 4 wehrfähige Männer und 3 Beisassen (Walterlebach)[3]
- 1961: 358 evangelische (= 64,97 %), 191 katholische (= 34,66 %) Einwohner[3]

| Haingrund: Einwohnerzahlen von 1834 bis 2024 | Haingrund: Einwohnerzahlen von 1834 bis 2024 | Haingrund: Einwohnerzahlen von 1834 bis 2024 | Haingrund: Einwohnerzahlen von 1834 bis 2024 | Haingrund: Einwohnerzahlen von 1834 bis 2024 |
| --- | -------------------------------------------- | -------------------------------------------- | -------------------------------------------- | -------------------------------------------- |
| Jahr |                                              |                                              |                                              | Einwohner                                    |
| 1834 | 1834                                         |                                              | 411                                          | 411                                          |
| 1840 | 1840                                         |                                              | 452                                          | 452                                          |
| 1846 | 1846                                         |                                              | 511                                          | 511                                          |
| 1852 | 1852                                         |                                              | 507                                          | 507                                          |
| 1858 | 1858                                         |                                              | 502                                          | 502                                          |
| 1864 | 1864                                         |                                              | 444                                          | 444                                          |
| 1871 | 1871                                         |                                              | 415                                          | 415                                          |
| 1875 | 1875                                         |                                              | 435                                          | 435                                          |
| 1885 | 1885                                         |                                              | 426                                          | 426                                          |
| 1895 | 1895                                         |                                              | 429                                          | 429                                          |
| 1905 | 1905                                         |                                              | 421                                          | 421                                          |
| 1910 | 1910                                         |                                              | 418                                          | 418                                          |
| 1925 | 1925                                         |                                              | 389                                          | 389                                          |
| 1939 | 1939                                         |                                              | 431                                          | 431                                          |
| 1946 | 1946                                         |                                              | 527                                          | 527                                          |
| 1950 | 1950                                         |                                              | 530                                          | 530                                          |
| 1956 | 1956                                         |                                              | 517                                          | 517                                          |
| 1961 | 1961                                         |                                              | 551                                          | 551                                          |
| 1967 | 1967                                         |                                              | 673                                          | 673                                          |
| 1970 | 1970                                         |                                              | 713                                          | 713                                          |
| 1980 | 1980                                         |                                              | ?                                            | ?                                            |
| 1990 | 1990                                         |                                              | ?                                            | ?                                            |
| 2000 | 2000                                         |                                              | ?                                            | ?                                            |
| 2011 | 2011                                         |                                              | 927                                          | 927                                          |
| 2015 | 2015                                         |                                              | 941                                          | 941                                          |
| 2020 | 2020                                         |                                              | 960                                          | 960                                          |
| 2024 | 2024                                         |                                              | 966                                          | 966                                          |
| Datenquelle: Historisches Gemeindeverzeichnis für Hessen: Die Bevölkerung der Gemeinden 1834 bis 1967. Wiesbaden: Hessisches Statistisches Landesamt, 1968. Weitere Quellen: LAGIS; Gemeinde Lützelbach; Zensus 2011 |                                              |                                              |                                              |                                              |

#### Einwohnerstruktur 2011
Nach den Erhebungen des Zensus 2011 lebten am Stichtag dem 9. Mai 2011 in Haingrund  927 Einwohner. Darunter waren 24 (2,6 %) Ausländer.
Nach dem Lebensalter waren 192 Einwohner unter 18 Jahren, 375 zwischen 18 und 49, 204 zwischen 50 und 64 und 156 Einwohner waren älter.
Die Einwohner lebten in 387 Haushalten. Davon waren 87 Singlehaushalte, 117 Paare ohne Kinder und 144 Paare mit Kindern, sowie 27 Alleinerziehende und 6 Wohngemeinschaften. In 66 Haushalten lebten ausschließlich Senioren und in 267 Haushaltungen lebten keine Senioren.

## Religion
Die evangelischen Christen gehören zur Kirchengemeinde Seckmauern, die katholischen zur Pfarrgemeinde Seckmauern (Pfarrgruppe Lützelbach). Die katholische Kirche am Ort (Hl. Kreuz, erbaut 1956) wird zweimal im Monat auch von der evangelischen Gemeinde für Gottesdienste genutzt.

## Politik
Für Haingrund besteht ein Ortsbezirk (Gebiete der ehemaligen Gemeinde Haingrund) mit Ortsbeirat und Ortsvorsteher nach der Hessischen Gemeindeordnung. Der Ortsbeirat besteht aus drei Mitgliedern. Bei den Kommunalwahlen in Hessen 2021 kam kein Ortsbeirat mehr zustande.

## Wirtschaft und Infrastruktur
Wie viele Odenwalddörfer besaß Haingrund niemals größere Wirtschaftskraft; die Bevölkerung war weit überwiegend in Land- und Forstwirtschaft tätig, wobei die enge Tallage für widrige Bedingungen sorgte. Auch aus diesem Grund gibt es bis heute keine größeren Gewerbeflächen.
Größter Betrieb am Ort ist die Fa. Tartler Zeltbau AG. Neben kleineren Handwerks- und Handelsfirmen ist in Haingrund auch die Firma Franpack, ein bedeutender Anbieter von Verpackungsmaschinen, ansässig. Viele Einwohner pendeln in die benachbarten Industriestandorte Neustadt und Elsenfeld.
In Haingrund befand sich bis 2023 das Funkfeuer KNG (König   NDB).

## Freizeit & Tourismus
In der 1878 erbauten „Alten Schule“, Erbacher Straße 1, existiert seit 2021 das amateurgeführte „Yesterchips Heimcomputer- und Spielekonsolenmuseum“.
Der rund neun Kilometer lange Wanderweg „HG1“ führt um den gesamten Ort.
In der Nähe des Sportplatzes befinden sich die Überreste des römischen Kleinkastells Windlücke, welches am dortigen Verlauf des Limes stand. Zur Veranschaulichung wurde 2021 ein Modell des Kastells dort errichtet.